# Photinus texanus
Photinus texanus är en skalbaggsart som beskrevs av Green 1956. Photinus texanus ingår i släktet Photinus och familjen lysmaskar. Inga underarter finns listade i Catalogue of Life.